# Кресты

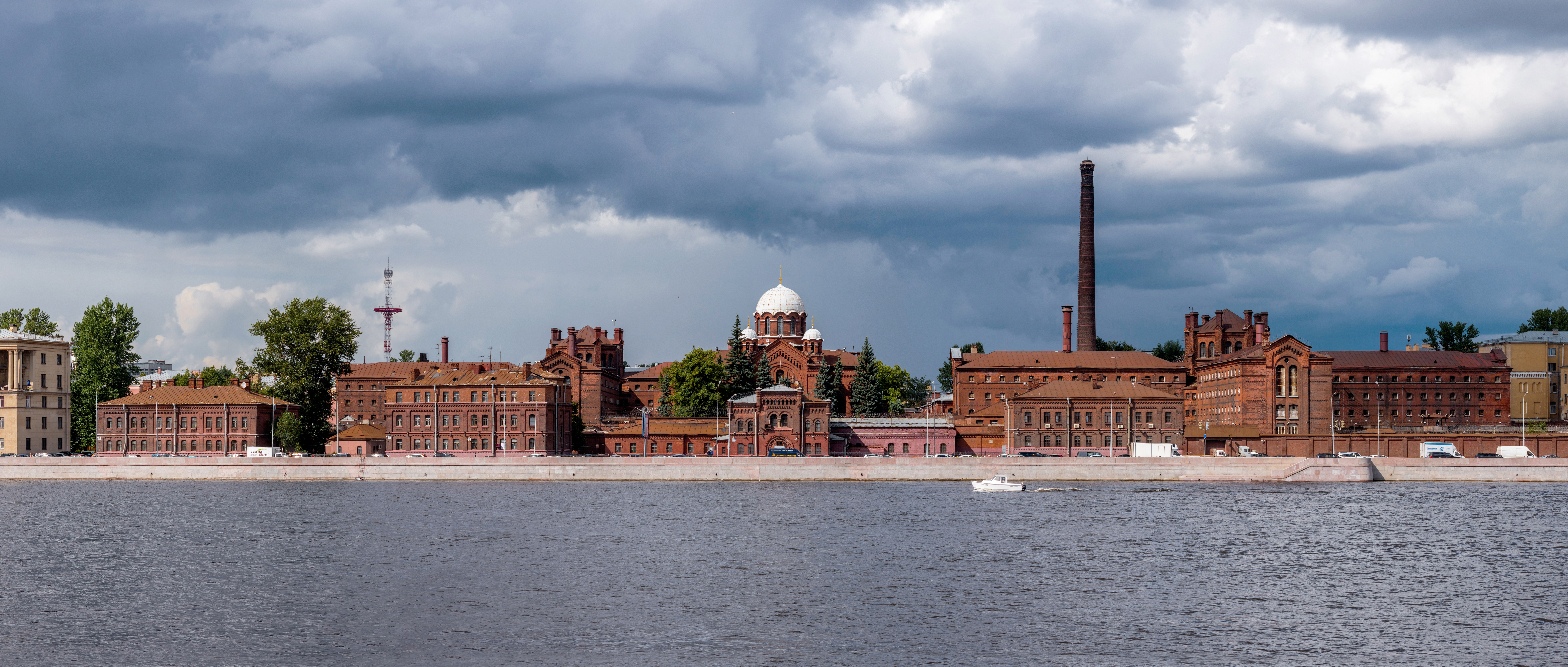
«Кресты», вид с Невы

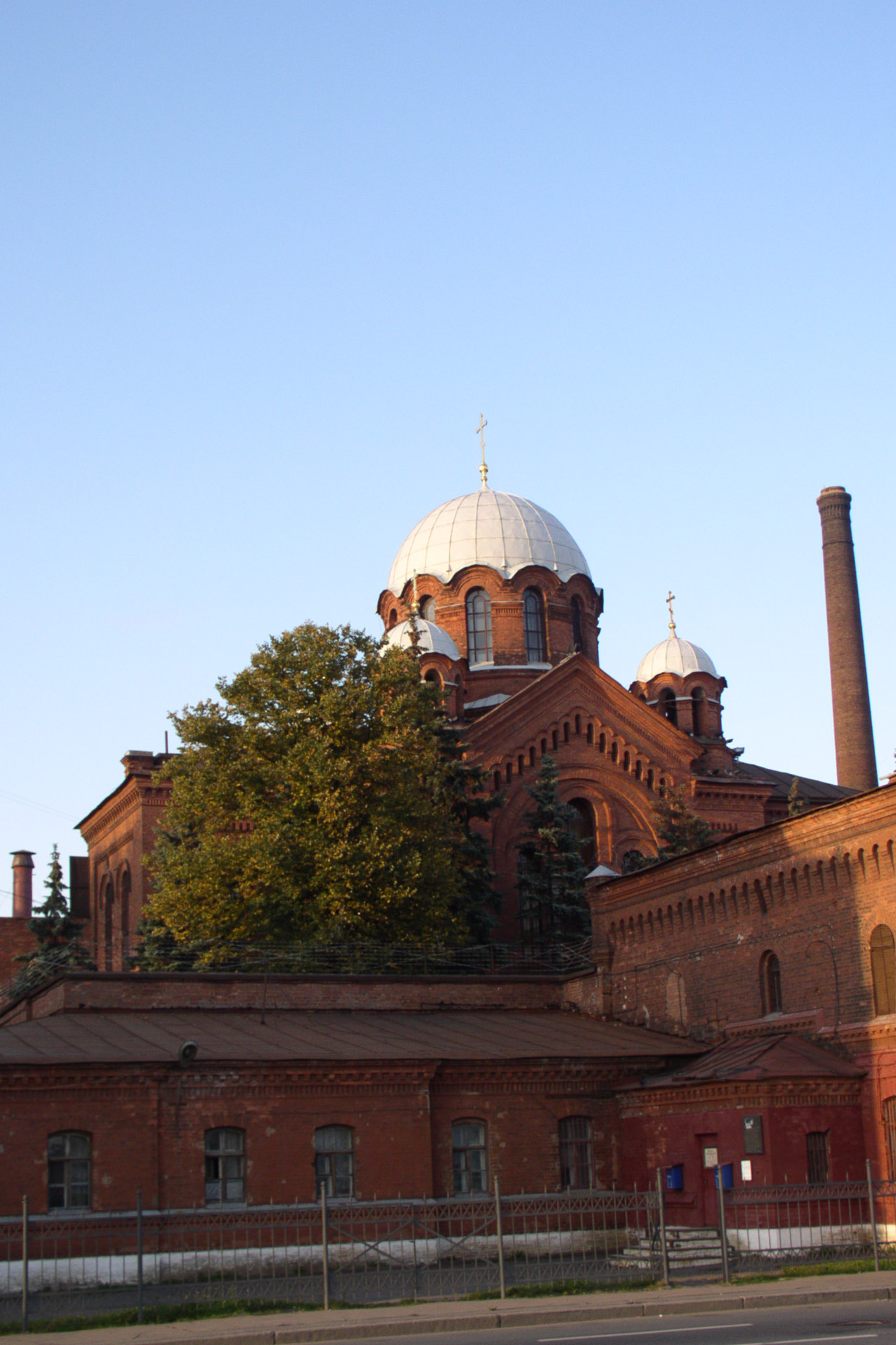
Церковь Святого Александра Невского

«Кресты́» — бывший следственный изолятор в Санкт-Петербурге, один из наиболее известных и крупных в России. Официальное название до декабря 2017 года — Федеральное казённое учреждение «Следственный изолятор № 1» (Учреждение ИЗ 47/1) УФСИН России по г. Санкт-Петербургу и Ленинградской области.
Изначально — петербургская одиночная тюрьма, открытая в 1893 году на Выборгской стороне, состоявшая из двух крестообразных по форме корпусов, рассчитанная на уголовников и содержавшая свыше тысячи одиночных камер, заключённые которых были обязаны работать. Петербургские «Кресты» стали образцом для возведения других российских одиночных тюрем в XX веке (в Самаре, Челябинске и других городах).

## История

### XIX век
С эпохи императрицы Анны Иоанновны на месте нынешних «Крестов» располагался так называемый «Винный городок». В 1868 году он был преобразован в комплекс сооружений (спланирован архитектором В. П. Львовым) для краткосрочного содержания арестантов (центральная пересыльная тюрьма — так называемый «централ»).
Существующая в настоящее время тюрьма была построена в кирпичном стиле в 1884—1892 годах по проекту архитектора А. О. Томишко. Её комплекс включал два пятиэтажных крестообразных в плане корпуса (традиционная для того времени планировка тюремных зданий, их форма определила название тюрьмы), в которых было 960 камер, рассчитанных на 1150 человек. В одном из корпусов на верхнем этаже изначально находилась пятиглавая церковь Святого Александра Невского. В 1892 году в «Крестах» было оборудовано 999 камер, и все они — одиночные.
В «Крестах» содержались уголовные преступники, а также политические, приговорённые к одиночному заключению. В числе наиболее известных узников первой поры были народовольцы В. И. Браудо, А. А. Ергин, М. С. Ольминский и В. П. Приютов.

### XX век
В период после революции 1905 года политические заключённые в «Крестах» стали преобладать. Во время февральской революции 1917 года восставшие освободили всех заключённых этой тюрьмы.
После июльских событий того же года в «Крестах» недолгое время содержались арестованные большевики, в том числе В. А. Антонов-Овсеенко, П. Е. Дыбенко, Л. Б. Каменев, А. В. Луначарский, Ф. Ф. Раскольников, Л. Д. Троцкий, А. С. Булин, В. А. Тимофеев и другие.
В период революционных событий февраля 1917 года арестованные министры царского правительства, видные жандармы и полицейские чины, сановники доставлялись из Таврического дворца в «Кресты», а в 1917—1918 годах — из Петропавловской крепости. В их числе: Б. В. Штюрмер (умер в «Крестах» в конце 1917 года), министр юстиции И. Г. Щегловитов, бывший министр внутренних дел А. Н. Хвостов, военный министр М. А. Беляев, жандармские генералы А. И. Спиридович, В. К. Семигановский, бывшие товарищи министра внутренних дел П. Г. Курлов, С. П. Белецкий, А. Т. Васильев, директор Департамента полиции Е. К. Климович и др. В «Крестах» содержались: бывший военный министр В. А. Сухомлинов, командующий 5-й армией В. Г. Болдырев, помощник командующего Петроградским военным округом П. М. Рутенберг, политические деятели Ф. Ф. Кокошкин и А. И. Шингарёв, министры Временного правительства, красногвардейцы С. С. Басов и А. Г. Куликов. Все эти политические и военные деятели находились под стражей охраны ВЧК в изолированном тюремном здании хирургического госпиталя на территории «Крестов».
В 1920 году «Кресты» из одиночной тюрьмы были преобразованы во 2-й лагерь принудительных работ особого назначения и из комиссариата юстиции были переданы в ведение отдела Управления Исполкома Петросовета. В конце 1923 года тюрьма вливается в Петроградское Губернское ОПТУ и получает статус Петроградской окружной изоляционной тюрьмы.
В ноябре 1918 года тюремный храм был закрыт, с его куполов были демонтированы кресты, помещение стало использоваться как клуб.
В период Большого террора 1937—1938 годов «Кресты» были переполнены лицами, обвинёнными в контрреволюционных преступлениях. В каждой камере одиночного содержания площадью 7 м² размещалось по 15—17 обвиняемых. В эти годы в «Крестах» находились в заключении видные представители отечественной науки и культуры: поэт Николай Заболоцкий, историк Лев Гумилёв, востоковед Теодор Шумовский, актёр Георгий Жжёнов, маршал Константин Рокоссовский и многие другие.
В структуру тюрьмы была включена тюрьма специального назначения для содержания и организации труда осуждённых — специалистов военного профиля — ОКБ-172 и другие, именуемые «шарашками». На базе этих ОКБ было разработано много образцов военной техники, хорошо зарекомендовавших себя в годы Великой Отечественной войны — например, САУ СУ-152 и ИСУ-152 (ОКБ-172).
В годы блокады Ленинграда группа сотрудников организовала охрану и оборону тюрьмы. Против ворот Входного флигеля, на набережной Невы, возвели дзот. Тюрьма подвергалась постоянному обстрелу противником, поэтому оказался повреждённым ряд тюремных зданий и сооружений. Бомбёжкой 7 ноября 1941 года были снесены Северные ворота и убиты двое постовых. Часть сотрудников и многие заключённые умерли от истощения.
В послевоенный период возникла необходимость замены всех инженерных сооружений и коммуникаций, капитальный ремонт помещений, но на реализацию этой программы не было денег. Источником финансирования могли быть только внебюджетные средства. Поэтому в 1958 году начальник тюрьмы подполковник Н. Е. Орловский принял решение о создании в «Крестах» картонажной фабрики. В 1958—1959 годах был образован заготовительный цех с установкой в нём технологического оборудования. Это позволило создать самостоятельное и прибыльное производство картонажной тары с завершающим циклом производства и уже в 1960 году сформировать штат учебно-производственных мастерских, который возглавил И. К. Капустин. Деятельность этого коллектива позволила увеличить объёмы производства, довести занятость трудом заключённых до максимально возможных размеров.
В СССР «Кресты» были исполнительной тюрьмой, в которой приводились в исполнение приговоры к исключительной мере наказания.
В камерах изолятора содержалось больше подследственных, чем планировалось при его строительстве в конце XIX века — около 1700—1800 человек, при лимите в 2 тысячи. В конце XX века в «Крестах» иногда находилось до 12 тысяч подследственных. В камерах размером 8 квадратных метров, рассчитанных на 6 человек, держали до 20 человек, так что спать им приходилось по очереди.

### XXI век
Несмотря на то, что проблема переполнения мест лишения свободы и следственных изоляторов стала частично разрешаться, что позволило несколько разгрузить и «Кресты», вопросы обеспечения питанием, постельными принадлежностями и остальные неудобства оставались актуальными как для «Крестов», так и для прочих следственных изоляторов Санкт-Петербурга.
В тюремной церкви на свои места установлены престол и иконостас, восстановлены регулярные богослужения. В январе 2004 года купола храма вновь обрели утраченные некогда кресты.
После перевода в 2017 году учреждения «СИЗО-1» в Колпино, в «Старые Кресты» перевели колонию-поселение № 8 УФСИН России по Санкт-Петербургу и Ленинградской области, прежде находящуюся в посёлке Борисова Грива Всеволожского района Ленинградской области. Карантинное отделение КП расположено непосредственно в одном из «крестов» — осуждённые содержатся в камерах бывшего изолятора. Отряды расквартированы в здании, прежде занимаемом хозяйственным отрядом СИЗО. Лимит наполняемости учреждения — около 200 человек.

#### Новые Кресты

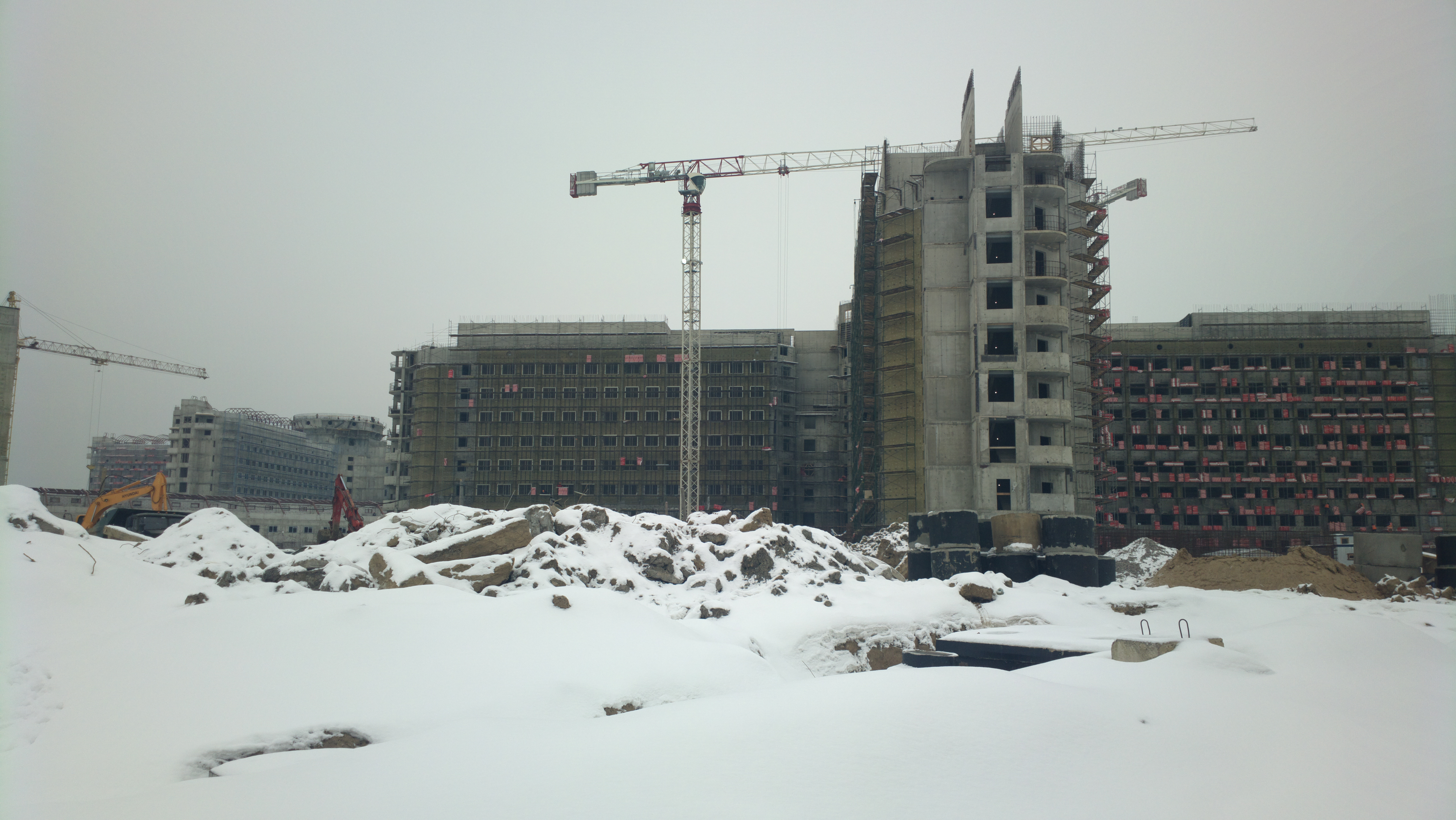
СИЗО Колпино

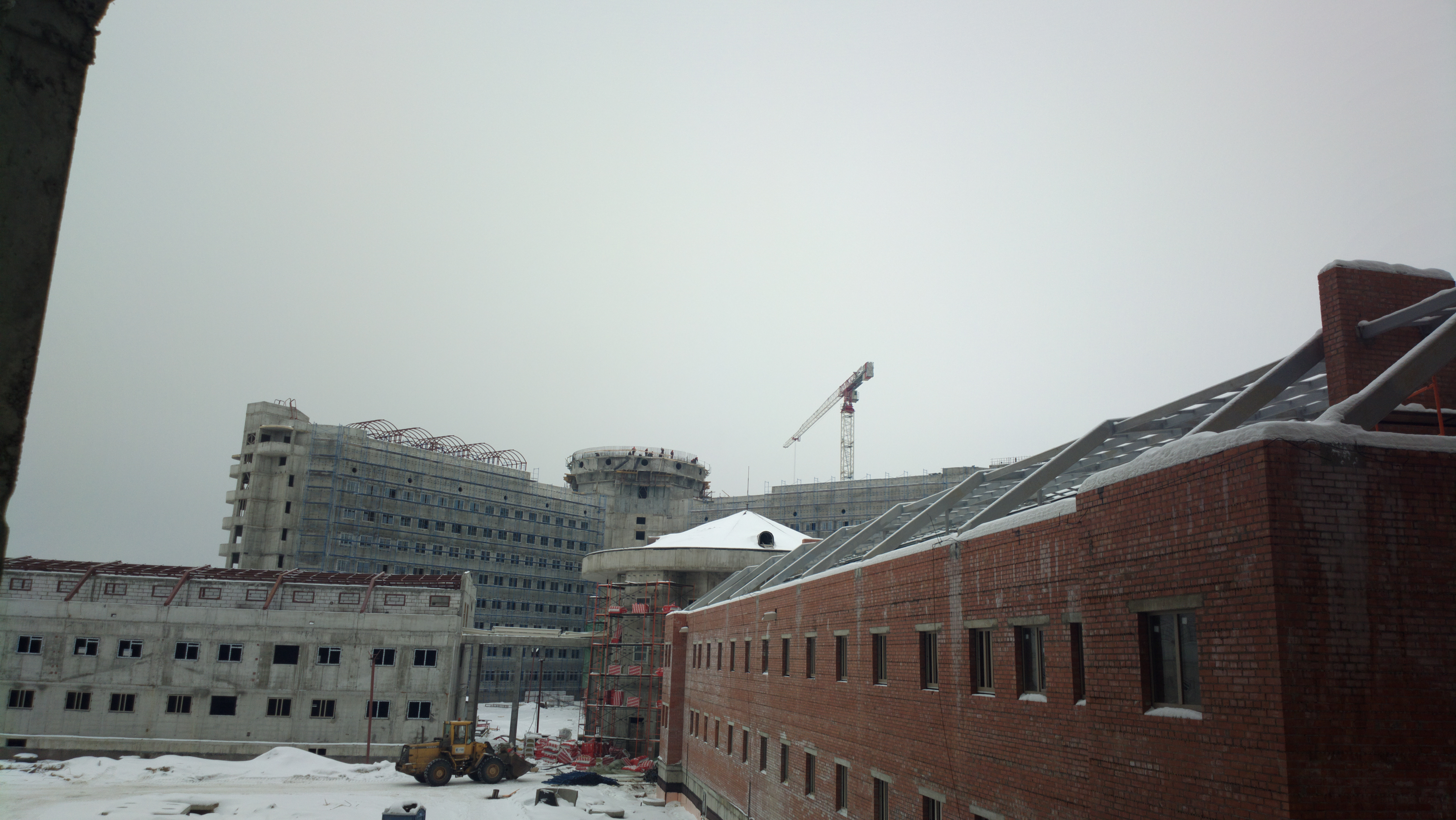
Северный крест СИЗО Колпино

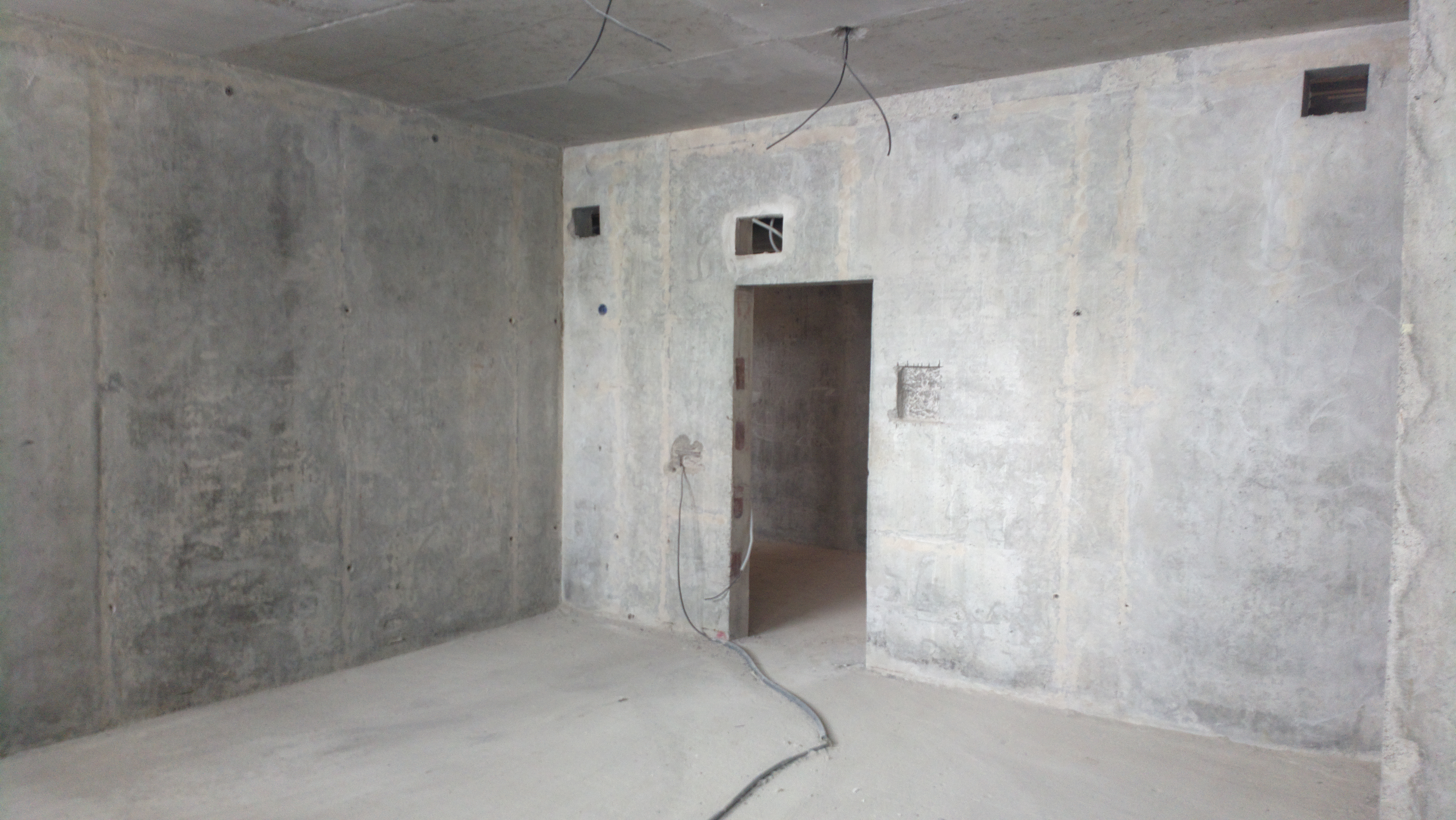
Тюремная камера СИЗО Колпино

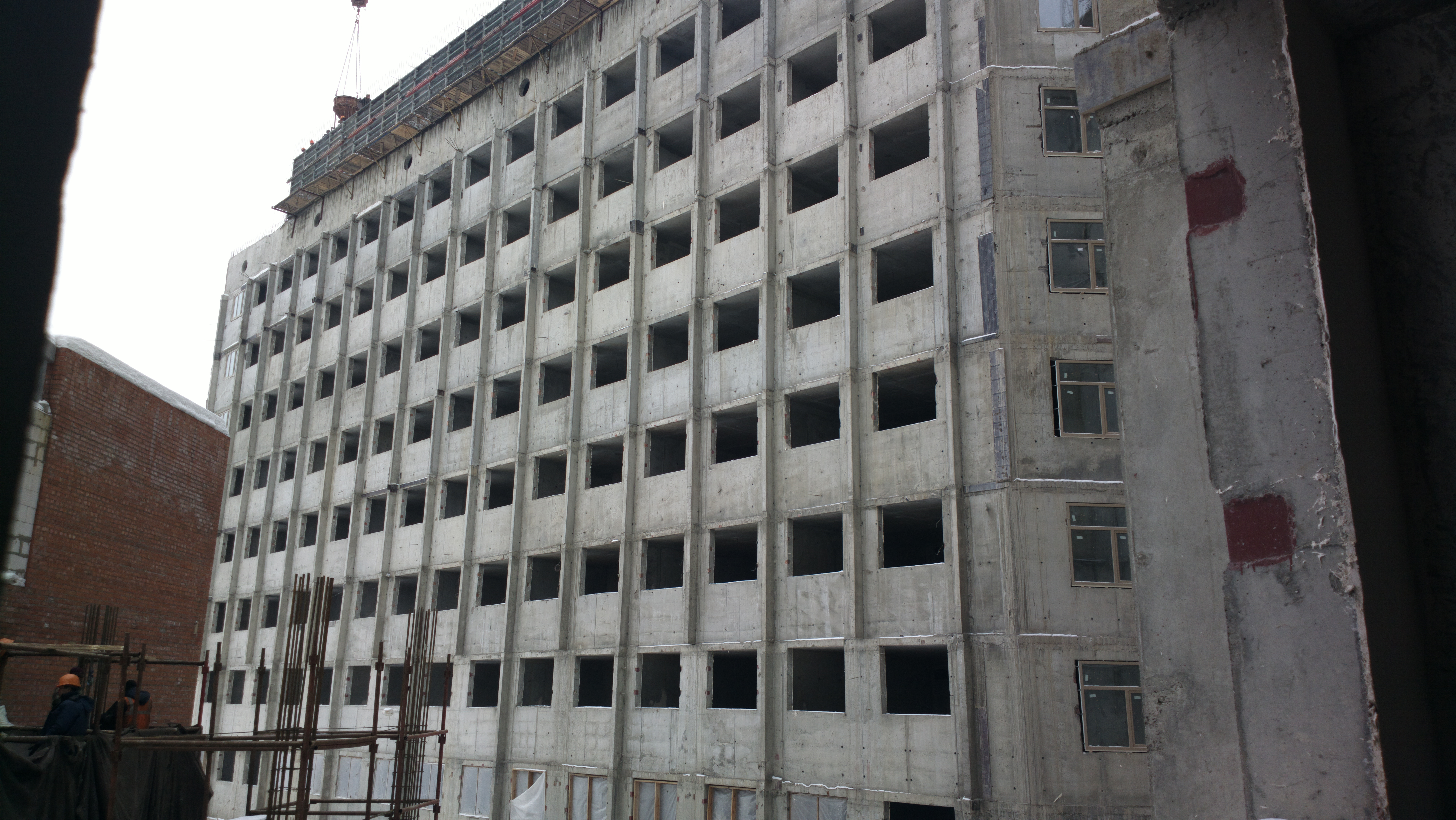
Южный крест СИЗО Колпино

Летом 2006 года было принято решение о переносе тюрьмы на новое место. Проект переноса тюрьмы был включён в программу Федеральной службы исполнения наказаний (ФСИН). В СМИ неоднократно появлялась информация о том, что новый владелец здания «Крестов» перепрофилирует его под гостиницу или развлекательный комплекс. Однако потенциальным инвесторам не были даны соответствующие гарантии относительно эксплуатации нынешнего здания СИЗО. «Кресты» — не только тюремный изолятор, но и памятник культуры, и для того, чтобы превратить обветшавшее учреждение в отель или развлекательный центр, необходима внутренняя перепланировка здания, а по закону это запрещено.
Поэтому правительство Петербурга решило выставить участок на Арсенальной набережной, где располагаются «Кресты», на торги (ориентировочная цена объекта от 80 до 120 млн евро). Но это произойдёт уже после возведения нового изолятора и перевода туда всех заключённых.
В августе 2007 года был определён подрядчик строительства — ОАО «Генеральная строительная корпорация». Срок переезда в новый тюремный комплекс: 2015 год. Стоимость возведения нового изолятора в Колпино площадью 35 га, рассчитанный на пребывание 4 тысяч человек: 13,5 млрд руб. Деньги выделяются в рамках федеральной целевой программы «Развитие уголовно-исполнительной системы (2007—2016 годы)». Опыт переселения Крестов будет использован для вывода из центра Москвы обитателей «Бутырки» и «Матросской тишины».
Власти Петербурга определились с участком, где будет построен новый следственный изолятор на 4000 человек под названием «Кресты-2» или «Новые Кресты». Он строился в городе Колпино на территории в 35 га рядом с Колпинским кладбищем. По состоянию на сентябрь 2013 года было возведено два 8-этажных здания в форме крестов и вспомогательные постройки. По периметру территория была окружена монолитным бетонным забором высотой 5 м. Планировалось построить суперсовременный комплекс со спортивными залами и медпунктами и 2 жилых дома для сотрудников СИЗО (примерно в 5 км от «Крестов-2»), а также банно-прачечный комбинат. На каждого заключённого придётся не менее 7 м². По предварительным данным, строительство нового СИЗО обойдётся федеральному бюджету в 4,3 млрд рублей. Ожидалось, что строительство будет завершено в 2015 году и новая тюрьма примет первых подследственных в 2016 году (при условии стабильного финансирования).
22 декабря 2017 года перевод заключённых из следственного изолятора на Арсенальной набережной в следственный изолятор в Колпино был завершён. В декабре 2018 года в «Новые Кресты» перевезли подозреваемых и подследственных, содержавшихся в СИЗО № 4 УФСИН России по Санкт-Петербургу и Ленинградской области.
| Параметр                       | Значение                  |
| ------------------------------ | ------------------------- |
| Площадь охраняемой территории  | 225 322,96 кв. м          |
| Периметр охраняемой территории | 2 км 200 м                |
| Вместимость                    | 4000 человек по нормативу |
| Вместимость камеры             | 4 места                   |
| Дата введения в эксплуатацию   | 22.12.2017                |

В конце ноября 2022 года стало известно, что правительство города планирует выставить комплекс зданий на торги. От нового владельца ожидают проведения редевелопмента и приспособления зданий для современного использования.
В мае 2023 года стало известно, что комплекс зданий бывшего СИЗО передали компании «Дом.РФ». В июне 2023 года депутат Законодательного собрания Петербурга Борис Вишневский сообщил, что со здания тюрьмы при этом пропала мемориальная доска Анны Ахматовой и потребовал принять срочные меры для её возвращения на место.
29 июня 2023 года было объявлено, что новый владелец зданий бывшего СИЗО создаст там арт-кластер со сценой, музеями и выставками.
В декабре 2024 года стало известно, что «Дом. РФ» выставил «Кресты» на продажу. Имущественный комплекс включает в себя 29 объектов и 6 участков общей площадью около 4 га. Стоимость комплекса оценивается в 1 млрд рублей.
21 февраля 2025 года стало известно, что «Кресты» официально были проданы. Бывший изолятор приобрела группа компаний «КВС» за 1,136 млрд руб., договор купли-продажи был официально подписан 4 марта. При этом инвестиции в реконструкцию зданий оцениваются примерно в 10 млрд руб. Новый владелец планирует организовать в «Крестах» современное общественное пространство, включающее в себя музей истории тюрьмы, гостиничный комплекс, рестораны и галереи.

## Побеги из «Крестов»
За всю историю известны три резонансные попытки побегов из «Крестов».
Ночью 11 ноября 1922 года налётчик Лёнька Пантелеев с несколькими сообщниками совершил побег из «Крестов». Беглецы воспользовались помощью одного из надзирателей, чтобы выйти из тюремного корпуса, вскарабкались на стену по наваленным у неё дровам, и спустились с внешней стороны по заранее сплетённым из одеял верёвкам.
В 1991 году бандит Сергей Мадуев («Червонец») попытался бежать из «Крестов» с револьвером, переданным ему следователем Натальей Воронцовой. При побеге он тяжело ранил майора охраны, но побег провалился. Мадуев ещё дважды пытался бежать. На второй раз он пытался бежать с помощью пистолета, слепленного из хлеба. На третий — с пистолетом, который ему передал охранник. Охранник был арестован и уверял на следствии, что Мадуев его загипнотизировал. Суд приговорил в 1995 году Мадуева к расстрелу, впоследствии заменённому на пожизненное заключение.
23 февраля 1992 года была совершена попытка побега из «Крестов» семи заключённых во главе с Юрием Перепёлкиным и Юрием Шапрановым. Они и пятеро соучастников побега захватили в заложники двух контролёров. Захватчики были обезврежены, а трое, в том числе Шапранов, были убиты во время штурма. Также в ходе штурма Перепёлкин успел нанести смертельные ранения одному из заложников Александру Яремскому. Перепёлкин был приговорён в 1995 году к расстрелу, впоследствии заменённому на пожизненное заключение.

## Мемориал «Жертвам политических репрессий»
28 апреля 1995 года напротив «Крестов», на противоположном берегу Невы по проекту Михаила Шемякина был установлен мемориал «Жертвам политических репрессий» в виде двух бронзовых сфинксов на гранитных постаментах. К жилым домам на набережной эти необычные сфинксы обращены профилем как юные женские лица, к Неве и тюрьме «Кресты» на противоположном берегу — изъеденные, обнажившиеся черепа. Между сфинксами на парапете набережной вплетено стилизованное окно тюремной камеры с решёткой. По периметрам гранитных постаментов расположены медные таблички, на которых выгравированы строки из произведений Н. Гумилёва, О. Мандельштама, А. Ахматовой, Н. Заболоцкого, Д. Андреева, Д. Лихачёва, И. Бродского, Ю. Галанскова, А. Солженицына, В. Высоцкого, В. Буковского.
7 мая 2015 года была открыта мемориальная доска, посвящённая Маршалу Советского Союза К. К. Рокоссовскому.

## Памятник Анне Ахматовой
На небольшой площади между Шпалерной улицей и Воскресенской набережной, также напротив «Крестов», на противоположном берегу Невы, стоит памятник поэтессе Анне Ахматовой, у которой в «Крестах» были заключены муж (в 1921 году) и сын (в 1938—1939 годах). Он воздвигнут здесь в декабре 2006 года скульптором Г. Додоновой и архитектором В. Реппо. На гранитном пьедестале высечены строки из Ахматовского «Реквиема»:
И я молюсь не о себе одной,
А обо всех, кто там стоял со мною
И в лютый холод, и в июльский зной,
Под красною, ослепшею стеною.